# Vojvođanska nogometna liga 1983./84.
Vojvođanska liga je bila liga trećeg stupnja nogometnog prvenstva Jugoslavije u sezoni 1983./84. 
 Sudjelovalo je 18 klubova, a prvak je bila "Crvenka". 

## Ljestvica
| mj. | klub                     | ut. | pob. | ner. | por. | gol+ | gol- | bod     |
| --- | ------------------------ | --- | ---- | ---- | ---- | ---- | ---- | ------- |
| 1.  | Crvenka                  | 34  | 20   | 9    | 5    | 72   | 31   | 49      |
| 2.  | Radnički Sombor          | 34  | 19   | 9    | 6    | 64   | 26   | 47      |
| 3.  | Bačka (Bačka Palanka)    | 34  | 16   | 9    | 9    | 53   | 50   | 41      |
| 4.  | Kabel Novi Sad           | 34  | 16   | 5    | 13   | 60   | 48   | 37      |
| 5.  | Vršac                    | 34  | 15   | 7    | 12   | 52   | 50   | 37      |
| 6.  | Radnički Zrenjanin       | 34  | 14   | 8    | 12   | 49   | 42   | 36      |
| 7.  | Rusanda Melenci          | 34  | 13   | 10   | 11   | 60   | 55   | 36      |
| 8.  | Srem Srijemska Mitrovica | 34  | 15   | 6    | 13   | 50   | 49   | 36      |
| 9.  | Dinamo Pančevo           | 34  | 12   | 11   | 11   | 44   | 45   | 35      |
| 10. | Mladost Bački Jarak      | 34  | 14   | 7    | 13   | 49   | 51   | 35      |
| 11. | Agrounija Inđija         | 34  | 14   | 6    | 14   | 50   | 48   | 34      |
| 12. | Bačka Subotica           | 34  | 12   | 10   | 12   | 45   | 44   | 34      |
| 13. | Mladost Apatin           | 34  | 13   | 8    | 13   | 48   | 50   | 34      |
| 14. | Jedinstvo Novi Bečej     | 34  | 12   | 9    | 13   | 48   | 50   | 33      |
| 15. | Radnički Kovin           | 34  | 11   | 9    | 14   | 48   | 49   | 31      |
| 16. | Radnički Bajmak          | 34  | 12   | 5    | 17   | 40   | 53   | 25 (-4) |
| 17. | Polet Nakovo             | 34  | 5    | 6    | 23   | 26   | 75   | 14 (-2) |
| 18. | Jedinstvo Stara Pazova   | 34  | 5    | 2    | 27   | 40   | 84   | 12      |

## Rezultatska križaljka
| kratica | klub                     | AGR | BAČBP | BAČS | CRV | DIN | JEDNB | JEDSP | KAB | MMLAA | MLABJ | POL | RADB | RADK | RADS | RADZ | RUS | SREM | VRŠ |
| --- | ------------------------ | --- | ----- | ---- | --- | --- | ----- | ----- | --- | ----- | ----- | --- | ---- | ---- | ---- | ---- | --- | ---- | --- |
| AGR | Agrounija Inđija         |     |       |      |     |     |       |       |     |       |       |     |      |      |      |      |     |      |     |
| BAČBP | Bačka (Bačka Palanka)    |     |       |      |     |     |       |       |     |       |       |     |      |      |      |      |     |      |     |
| BAČS | Bačka Subotica           |     |       |      |     |     |       |       |     |       |       |     |      |      |      |      |     |      |     |
| CRV | Crvenka                  |     |       |      |     |     |       |       |     |       |       |     |      |      |      |      |     |      |     |
| DIN | Dinamo Pančevo           |     |       |      |     |     |       |       |     |       |       |     |      |      |      |      |     |      |     |
| JEDNB | Jedinstvo Novi Bečej     |     |       |      |     |     |       |       |     |       |       |     |      |      |      |      |     |      |     |
| JEDSP | Jedinstvo Stara Pazova   |     |       |      |     |     |       |       |     |       |       |     |      |      |      |      |     |      |     |
| KAB | Kabel Novi Sad           |     |       |      |     |     |       |       |     |       |       |     |      |      |      |      |     |      |     |
| MLAA | Mladost Apatin           |     |       |      |     |     |       |       |     |       |       |     |      |      |      |      |     |      |     |
| MLABJ | Mladost Bački Jarak      |     |       |      |     |     |       |       |     |       |       |     |      |      |      |      |     |      |     |
| POL | Polet Nakovo             |     |       |      |     |     |       |       |     |       |       |     |      |      |      |      |     |      |     |
| RADB | Radnički Bajmak          |     |       |      |     |     |       |       |     |       |       |     |      |      |      |      |     |      |     |
| RADK | Radnički Kovin           |     |       |      |     |     |       |       |     |       |       |     |      |      |      |      |     |      |     |
| RADS | Radnički Sombor          |     |       |      |     |     |       |       |     |       |       |     |      |      |      |      |     |      |     |
| RADZ | Radnički Zrenjanin       |     |       |      |     |     |       |       |     |       |       |     |      |      |      |      |     |      |     |
| RUS | Rusanda Melenci          |     |       |      |     |     |       |       |     |       |       |     |      |      |      |      |     |      |     |
| SREM | Srem Srijemska Mitrovica |     |       |      |     |     |       |       |     |       |       |     |      |      |      |      |     |      |     |
| VRŠ | Vršac                    |     |       |      |     |     |       |       |     |       |       |     |      |      |      |      |     |      |     |
| |                          |     |       |      |     |     |       |       |     |       |       |     |      |      |      |      |     |      |     |
| podebljan rezultat - utakmice od 1. do 17. kola (1. utakmica između klubova) rezultat normalne debljine - utakmice od 18. do 34. kola (2. utakmica između klubova) rezultat nakošen - nije vidljiv redoslijed odigravanja međusobnih utakmica iz dostupnih izvora rezultat nakošen i smanjen * - iz dostupnih izvora nije uočljiv domaćin susreta prekrižen rezultat - poništena ili brisana utakmica p - utakmica prekinuta 3:0 p.f. / 0:3 p.f. - rezultat 3:0 bez borbe n.i. - nije igrano |                          |     |       |      |     |     |       |       |     |       |       |     |      |      |      |      |     |      |     |

 Izvori: 